# Unicorn: Războinicii eterni
Unicorn: Războinicii eterni (în engleză Unicorn: Warriors Eternal) este un serial american de televiziune animat pentru adulți creat de Genndy Tartakovsky și difuzat în blocul de programe de noapte al Cartoon Network, Adult Swim. Serialul prezintă vocile lui Hazel Doupe, Demari Hunte și Tom Milligan. Imaginile serialului sunt puternic influențate de lucrările lui Osamu Tezuka și Max Fleischer.
Tartakovsky a conceput inițial Unicorn: Războinicii eterni la începuturile sale la Cartoon Network Studios. A durat aproape 20 de ani pentru ca serialul să fie realizat, iar Tartakovsky l-a prezentat mai multor studiouri cu puțin spre fără succes. În cele din urmă, a fost preluat de Cartoon Network și HBO Max și a fost anunțat public în octombrie 2020. Este produs de Cartoon Network Studios, cu servicii de animație de la Studio La Cachette din Franța și Studio Zmei din Bulgaria.
Unicorn: Războinicii eterni a fost plănuit inițial pentru a fi difuzat pe Cartoon Network ca parte a blocului său de programe ACME Night, dar a fost mutat în cele din urmă la Adult Swim. Primele două episoade au avut premiera pe 5 mai 2023 și au fost lansate pe HBO Max ziua următoare. Primul sezon s-a încheiat pe 30 iunie 2023.

## Rezumat
O forță malefică se profilează pe străzile întunecate ale Londrei industriale, când un grup de eroi supranumit Unicorn sunt treziți accidental în trupurile unor adolescenți în loc de gazdele adulte pe care le-au întruchipat în trecut. Melinda, o vrăjitoare puternică, Seng, un călugăr cosmic și Edred, un elf războinic. Cu amintirile distorsionate și abilitățile lor magice slăbite și fragmentate, trio-ul trebuie să lucreze împreună cu ajutorul robotului lor alimentat cu abur, Copernicus, pentru a dezvălui misterele trecutului și prezentului lor, care le vor dezvălui calea spre a învinge o amenințare atemporală.

## Personaje

### Principale
- Emma Fairfax - fiica bogatei familii Fairfax și actuala gazdă a sufletului Melindei, o puternică vrăjitoare. Cu toate acestea, din cauza trezirii timpurii a Melindei din circumstanțe, atât personalitățile Emmei, cât și ale Melindei sunt în conflict între ele, iar ea ajunge să-și piardă controlul asupra puterilor în timpul oricărei forme de izbucnire emoțională.
- Alfie - un orfan care a trăit în rămășițele unei școli abandonate și gazda actuală a sufletului lui Seng, un călugăr cosmic. Reîncarnarea într-un copil a făcut ca planul cosmic să fie prea mult pentru a fi înțeles, lăsându-l într-o stupoare de vis, deși în cele din urmă apare și devine mult mai concentrat și conștient.
- Dimitri Dynamo - un magician stradal și gazda actuală a sufletului lui Edred, un războinic elf. Spre deosebire de ceilalți, Dimitri a reușit să păstreze cele mai multe dintre amintirile și puterea lui Edred, deși admite că până și mintea lui se simte „înnorat”.
- Copernicus - un robot alimentat cu abur care aduce cele trei suflete împreună de-a lungul istoriei, dar în prezentul anului 1890 a fost nevoit să facă acest lucru mai devreme decât de obicei. Este incapabil să vorbească și, în schimb, comunică printr-o serie de clicuri și fluierături.

### Secundare
- Merlin - vrăjitorul legendar al curții Regelui Arthur și cel care a reunit primul Ordinul Unicorn. Merlin a fost cel care l-a descoperit pe Copernicus în timpul unei căutări prin timp. Mai târziu se dezvăluie că este tatăl Melindei.
- Winston - este iubitul din copilărie și logodnicul Emmei Mai târziu este mușcat și transformat într-un vârcolac în timpul căutării Emmei.
- Morgan - este  o vrăjitoare legendară și mama Melindei, s-a transformat din neatenție în nucleul entității cunoscute sub numele de Răul.
- Lord Edward Fairfax - este tatăl Emmei
- Lady Katherine Fairfax - este mama Emmei.
- Agatha - este Primarul Londrei
- Rakshasa - un semizeu tigru Bengalez care protejează jungla indiană.
- Inspectorul general Hastings - șeful poliției care investighează evenimentele supranaturale din Londra.
- Alewulf - este fratele mai mic al lui Edred. El este regele Elfilor din Nord.
- Inspectorul general Hastings - șeful poliției care investighează evenimentele supranaturale din Londra.

## Producție

### Dezvoltare
Genndy Tartakovsky a conceput Unicorn: Războinicii Eterni la începuturile sale la Cartoon Network Studios. El a declarat: „Toate proiectele la care am lucrat – Laboratorul lui Dexter, Samurai Jack și Titanul Simbionic – au fost ca un teren de antrenament care ne-a pregătit pentru această serie”. Potrivit lui Tartakovsky, a fost dificil să scoți serialul din pământ și a fost nevoie de aproape 20 de ani pentru a fi realizat. După ce a părăsit Cartoon Network, niciun studio nu a vrut să lucreze cu el și, de fiecare dată când avea unul care să susțină proiectul, acesta nu avea să progreseze, mai întâi cu Cartoon Network, apoi cu Netflix, înainte de a fi preluat în sfârșit de HBO Max. Ca urmare a fazei prelungite de dezvoltare a seriei, o mulțime de idei care erau prezente în pitch-ul original au fost schimbate de către Tartakovsky, deoarece a simțit că au fost deja făcute în multe mass-media de atunci și a vrut să evite să fie un clișeu. Un exemplu este ideea de tehnologie versus magie și a roboților în ascensiune, care a trecut pe planul din spate de-a lungul anilor, deoarece au fost deja explorate în filme populare precum I, Robot (2004) și The Terminator (1984).Tartakovsky a venit cu idei pentru mai multe sezoane din Unicorn: Războinicii Eterni și în cele din urmă a prezentat-o ca o poveste alcătuită din patru sezoane. El a explicat că „lumea este atât de coaptă și este atât de nouă încât poți face atât de multe”. El a adăugat: „Dacă ne săturam de aceste personaje, ne putem întoarce la o altă perioadă de timp sau se vor trezi din nou în viitor.”
În octombrie 2020, Deadline Hollywood a raportat că HBO Max și Cartoon Network au dat undă verde serialului alături de Tiny Toons Looniversity și trei proiecte de-ale lui Mo Willems. Seria a fost descrisă ca fiind o serie animată supranaturală inspirată de mituri și tradiții din întreaga lume și au fost dezvăluite câteva detalii referitoare la premisă. Sam Register este producător executiv alături de Tartakovsky, iar Tyler Bates și Joan Higginbottom furnizează muzica serialului. Serviciile de animație pentru serial au fost gestionate de Studio La Cachette din Franța și Studio Zmei din Bulgaria.

## Episoade
| Premiera originală | Premiera în România | N/o | Titlu român                      | Titlu englez             |
| ------------------ | ------------------- | --- | -------------------------------- | ------------------------ |
|                    |                     |     |                                  |                          |
| PRIMUL SEZON       |                     |     |                                  |                          |
|                    |                     |     |                                  |                          |
| 05.05.2023         |                     | 01  | Trezirea                         | The Big Wish             |
| 05.05.2023         | 02                  |     | Trezirea                         | The Big Wish             |
|                    |                     |     |                                  |                          |
| 12.05.2023         |                     | 03  | O Întâlnire cu Destinul          | A Fateful Encounte       |
|                    |                     |     |                                  |                          |
| 19.05.2023         |                     | 04  | Ce se Ascunde Dedesubt           | What Lies Beneath        |
|                    |                     |     |                                  |                          |
| 26.05.2023         |                     | 05  | Trecutul din Înterior            | The Past Within          |
|                    |                     |     |                                  |                          |
| 02.06.2023         |                     | 06  | Misterul Secretelor              | The Mystery of Secrets   |
|                    |                     |     |                                  |                          |
| 09.06.2023         |                     | 07  | Inima Regilor                    | The Heart of Kings       |
|                    |                     |     |                                  |                          |
| 16.06.2023         |                     | 08  | Întunericul de Dinaintea Zorilor | Darkness Before the Dawn |
|                    |                     |     |                                  |                          |
| 23.06.2023         |                     | 09  | Ultima Lumină a Unei Iubiri      | A Love's Last Light      |
|                    |                     |     |                                  |                          |
| 30.06.2023         |                     | 10  | Sfârșitul Începutului            | The End of the Beginning |
|                    |                     |     |                                  |                          |

## Lansare
Imagini ale serialului au fost prezentate la Festivalul Internațional de Film de Animație de la Annecy în iunie 2022. Seria a fost prezentată în avanpremieră la New York Comic Con în octombrie 2022.
Unicorn: Războinicii Eterni a fost programat inițial să aibă premiera pe Cartoon Network ca parte a blocului său de programare ACME Night, dar a fost mutat în schimb la Adult Swim. Primele două episoade au avut premiera la miezul nopții pe 5 mai 2023 și apoi au fost disponibile pe HBO Max a doua zi. Serialul a durat 10 episoade.

Pe lângă difuzările sale pe Adult Swim, serialul a difuzat reluări săptămânale pe Toonami, cât și pe blocul de programare ACME Night de la Cartoon Network. Michael Ouweleen susține că acest lucru se datorează faptului că „Programând serialul în orele de vârf și redifuzândul în mai multe intervale de zi, ne asigurăm că toate generațiile de fani ai animației pot vedea această serie la nivel de eveniment.
1. ↑  Desowitz, Bill (25 aprilie 2023). „Genndy Tartakovsky Goes Steampunk in New Adult Swim 'Unicorn Warriors: Eternal' Series”. IndieWire (în engleză). Arhivat din original la 20 iunie 2023. Accesat în 4 octombrie 2023.